# Sixenmühle (Stimpfach)

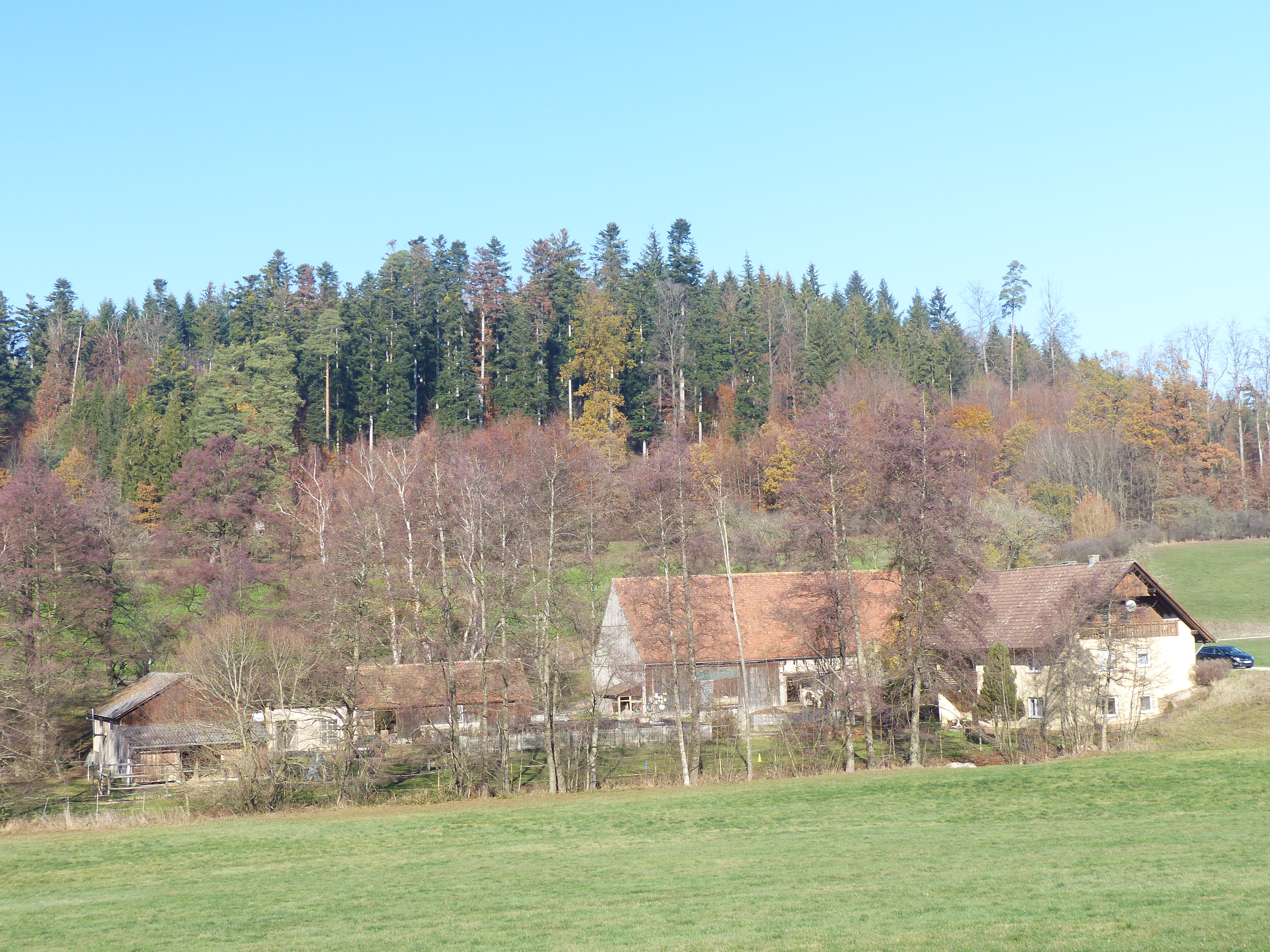
Die Sixenmühle von Südwesten her gesehen

Die Sixenmühle ist einer von 24 Ortsteilen der baden-württembergischen Gemeinde Stimpfach im Landkreis Schwäbisch Hall. Die Ortschaft bildet eine nordöstlich gelegene Exklave von Stimpfach und ist von deren übrigem Gemeindegebiet im Nordwesten durch den Crailsheimer Ortsteil Oßhalden und im Süden vom Fichtenauer Ortsteil Großenhub getrennt.

## Geografie
Das Gehöft liegt auf einer Höhe von 452 m ü. NHN am nördlichen Ufer des Brunnenbaches, eines großen linker Zuflusses des Reiglersbachs. Die Sixenmühle ist etwa sieben Kilometer von dem südwestlich gelegenen Stimpfach entfernt.

## Geschichte
Zum Ende des Heiligen Römischen Reiches war die Ortschaft im Besitz der Fürstpropstei Ellwangen. Das hohenzollernsche Brandenburg-Ansbach beanspruchte zwar die Hochgerichtsbarkeit über den Ort, scheiterte aber daran, diese Forderung auch durchzusetzen. Mit der im Jahr 1802 erfolgten Säkularisation der Fürstpropstei wurde die Ortschaft zwangsweise vom Königreich Württemberg in Besitz genommen. Danach gehörte die Sixenmühle zum neu geschaffenen Oberamt Crailsheim und wurde durch die zu Beginn des 19. Jahrhunderts im Königreich Württemberg durchgeführten Verwaltungsreformen zu einem Bestandteil der eigenständigen Landgemeinde Weipertshofen, zu der auch noch die Weiler Gerbertshofen und Steinbach am Wald, sowie die Höfe Hochbronn, Käsbach, Klinglesmühle, Lixhof und Nestleinsberg gehörten. Seit dem Jahr 1975 ist das Gehöft, nachdem die gesamte Gemeinde Weipertshofen im Zuge der kommunalen Gebietsreform in die Gemeinde Stimpfach integriert wurde, Ortsteil von Stimpfach. Im Jahr 2010 zählte die Sixenmühle einen Einwohner.

## Verkehr
Ans öffentliche Straßenverkehrsnetz hat der Ort lediglich durch mehrere nicht asphaltierte Feldwege Anschluss. Diese verbinden das Gehöft mit der einen halben Kilometer westsüdwestlich an der Brunnenbachmündung gelegenen Mittelmühle, dem einen Kilometer südwärts befindlichen Großenhub sowie mit der etwa zwei Kilometer im Westen vorbeiführenden Landesstraße L 2218.